# 2016年拉合尔炸弹袭击
2016年拉合尔炸弹袭击是指2016年3月27日发生在巴基斯坦旁遮普省首府拉合尔的自杀式炸弹袭击。袭击发生在当地公园的复活节活动中，共造成至少70人死亡，300多人受伤。塔利班组织分支自由人党已宣称对袭击事件负责，并称其目标是巴基斯坦的基督教徒。死者中包括基督教徒和穆斯林，至少包含29名儿童。

## 背景
巴基斯坦长期遭受暴力袭击和冲突，自2003年起已有超过21,000名平民在各类军事冲突中丧生。巴基斯坦塔利班及其分支组织在近年内频繁活动，在该国北部多次制造袭击事件，企图推翻现政府。巴基斯坦人口以穆斯林为主，基督教徒在巴基斯坦总人口中约占1.6%，是该国仅次于印度教徒的第二大少数族裔，经常成为极端组织的袭击目标，且类似袭击有逐年增加的趋势。
拉合尔是巴基斯坦的第二大城市，也是该国总理纳瓦兹·谢里夫的权力基础之所在。这座城市在此前也遭受过类似的袭击：2015年，拉合尔两座基督教堂遇袭；2014年，拉合尔附近的印巴边境村落瓦加也遭受了袭击。

## 经过
当地时间2016年3月27日下午6:30左右，在旁遮普省首府拉合尔的公园发生爆炸。事发时，公园正在进行复活节活动，不少家庭正在公园出游。袭击者在公园主入口停车区附近引爆身上的炸弹，炸弹中装有钢珠。爆炸地点距离儿童秋千区不远，因此死者中有大量的妇女儿童。爆炸造成严重破坏，有目击者称见到“火焰高过树木，尸体飞向空中”。爆炸发生后还引发了人群踩踏，共造成至少70人死亡，300多人受伤，死者中包括至少29名儿童。爆炸发生后，当地急救系统随即爆满，救护车数量不足，不少伤者只能乘坐出租车或电动三轮车自行赶往医院。
爆炸后，警方认定为自杀性袭击。塔利班组织分支自由人党宣称对袭击事件负责，并宣称其目标是巴基斯坦的基督教徒，同时称将继续进行此类袭击。

## 反应
爆炸发生后，巴基斯坦总统馬姆努恩·侯賽因和总理纳瓦兹·谢里夫谴责了袭击，对逝者表示了哀悼。旁遮普省首席部长夏巴兹·谢里夫尤其谴责了针对儿童的暴力，称袭击者“不配为人”。当地政府也宣布将悼念三天。联合国秘书长潘基文表示袭击“骇人听闻”。印度、美国、英国、澳大利亚等国政府和领导人也对袭击事件表示谴责。